# Archimède
Die Archimède ist ein 1961 in Frankreich gebauter Bathyscaph. Sie ist nach dem griechischen Philosophen und Naturwissenschaftler Archimedes benannt, der das archimedische Prinzip entdeckte.

## Geschichte
Die Planungen zum Bau des Fahrzeugs, des vierten Bathyscaphen weltweit, begann die Marine Nationale im Jahr 1955. Die Leitung des Projektes übernahmen Pierre Willm und der Marineoffizier Georges Houot, die auch die Erfahrungen mit dem im Vorjahr erprobten FNRS-3 einfließen ließen. Das Projekt wurde vom französischen CNRS und dem belgischen FNRS gefördert. Der Bau begann 1961 im Arsenal von Toulon und wurde nach dem Stapellauf am 28. Juli des Jahres beendet. Ebenfalls 1961 begann die Erprobung im Mittelmeer, bei der bis zu 2.300 m Tiefe erreicht wurden.
Im April 1962 wurde die Archimède per Frachtflugzeug nach Japan transportiert, wo das Boot in den folgenden Monaten Expeditionen in den Kurilengraben durchführte. Dabei wurde am 25. Juli 1962 eine Tiefe von 9.545 m erreicht, die bis zu diesem Zeitpunkt zweitgrößte Tiefe nach dem Rekordtauchgang der Trieste im Januar 1960.
In den folgenden Jahren wurden mit der Archimède weltweit weitere Tauchgänge unternommen. Unter anderem wurde dabei 1964 der Puerto-Rico-Graben (Vereinigte Staaten; 8.300 m) betaucht, und 1965 das Mittelmeer beim Kap Matapan (Griechenland, 5.110 m). 1966 tauchte das Boot vor Madeira bis auf 4.390 m. 1967 wurde eine weitere Expedition in den Kurilengraben unternommen; dabei wurden 9.260 m erreicht. Auf all diesen Tauchgängen führte die Archimède Untersuchungen in den wissenschaftlichen Disziplinen Biologie, Geologie und Geophysik durch.
1968 nahm das Boot an der Suche nach dem vor Toulon gesunkenen französischen U-Boot Minerve teil. Als zwei Jahre später die Eurydice sank, war die Archimède ebenfalls an der Suche beteiligt. Weiterhin spielte sie 1970 eine entscheidende Rolle bei der Bergung des bei einem unbemannten Testtauchgang auf 3.400 m Tiefe gesunkenen Tauchbootes Cyana. Hierbei trennte die Archimède mit ihrem Greifarm den Notballast des Bootes ab, welches daraufhin wieder selbstständig auftauchen konnte. Später nahm der Bathyscaph wieder an wissenschaftlichen Expeditionen teil, unter anderem am French-American Mid-Ocean Undersea Study-Projekt (FAMOUS) am Mittelatlantischen Rücken in Begleitung anderer Tauchboote wie Alvin (DSV-2) und der bereits erwähnten Cyana.
Bei all diesen Unternehmungen wurde das Boot von seinem Mutterschiff, der Marcel Le Bihan, betreut – dem ehemaligen Flugsicherungsschiff Greif der deutschen Luftwaffe.
1974 wurde das Boot außer Dienst gestellt und im Marinearsenal von Cherbourg verwahrt. 2001 ging die Archimède in den Besitz des Cherbourger Marinemuseums La Cité de la Mer über und ist seitdem dort ausgestellt.

## Konstruktion
Im Gegensatz zu vorherigen Bathyscaphen wie der Trieste hat der Auftriebskörper der Archimède vollständig Schiffsform. Dieses Prinzip war bereits bei der FNRS-3 zur Anwendung gekommen und wurde nun perfektioniert. Sogar der eigentliche kugelförmige Druckkörper war in den Auftriebskörper integriert. Hintergrund dieser Konstruktion war die Forderung der Marine, den Bathyscaphen an der Oberfläche mit 8 kn schleppen zu können. Dies war mit der Trieste oder der FNRS-2, dem ersten Bathyscaphen überhaupt, kaum möglich; letzteres Schiff wurde 1948 sogar an der Oberfläche im Schlepp bei einem Sturm schwer beschädigt, was die mangelnde Hochseetüchtigkeit des damaligen Auftriebskörpers zeigt.
Auch war es auf diese Weise möglich, den Bathyscaphen bei den Tauchgängen nicht nur vertikal, sondern auch horizontal zu bewegen: Bei einer Expedition 1973 etwa legte die Archimède am Meeresgrund in 2.680 m Tiefe eine Strecke von 9 km auf der Suche nach Gesteinsproben zurück. Auch dies war ein deutlicher Fortschritt.
Die Maße des Auftriebskörpers umfassten eine Länge von 22,1 m, eine maximale Breite von 5 m und eine Gesamthöhe von 9,1 m. Er fasste 112,9 t bzw. 170 Kubikmeter Benzin als Auftrieb gewährende Flüssigkeit, daneben führte das Schiff 57,50 t Ballast mit.
Der Druckkörper dagegen war wieder konservativer gefertigt. Er bestand aus mit Chrom, Nickel und Molybdän legierten Stahlwänden, die maximal 15 cm dick waren. Die gesamte Kugel hatte innen einen Durchmesser von 2,10 m und wog 19 t. Theoretisch hätte diese Kugel einer Belastung bis in 30.000 m Wassertiefe standgehalten.
Zusätzlich dazu konnte die Archimède bis zu 2,7 t Nutzlast u. a. in Form wissenschaftlicher Ausrüstung transportieren. Auch ein Manipulator gehörte zur festen Ausstattung des Schiffes. Die Besatzung umfasste einen Piloten und zwei weitere Personen.

## Galerie

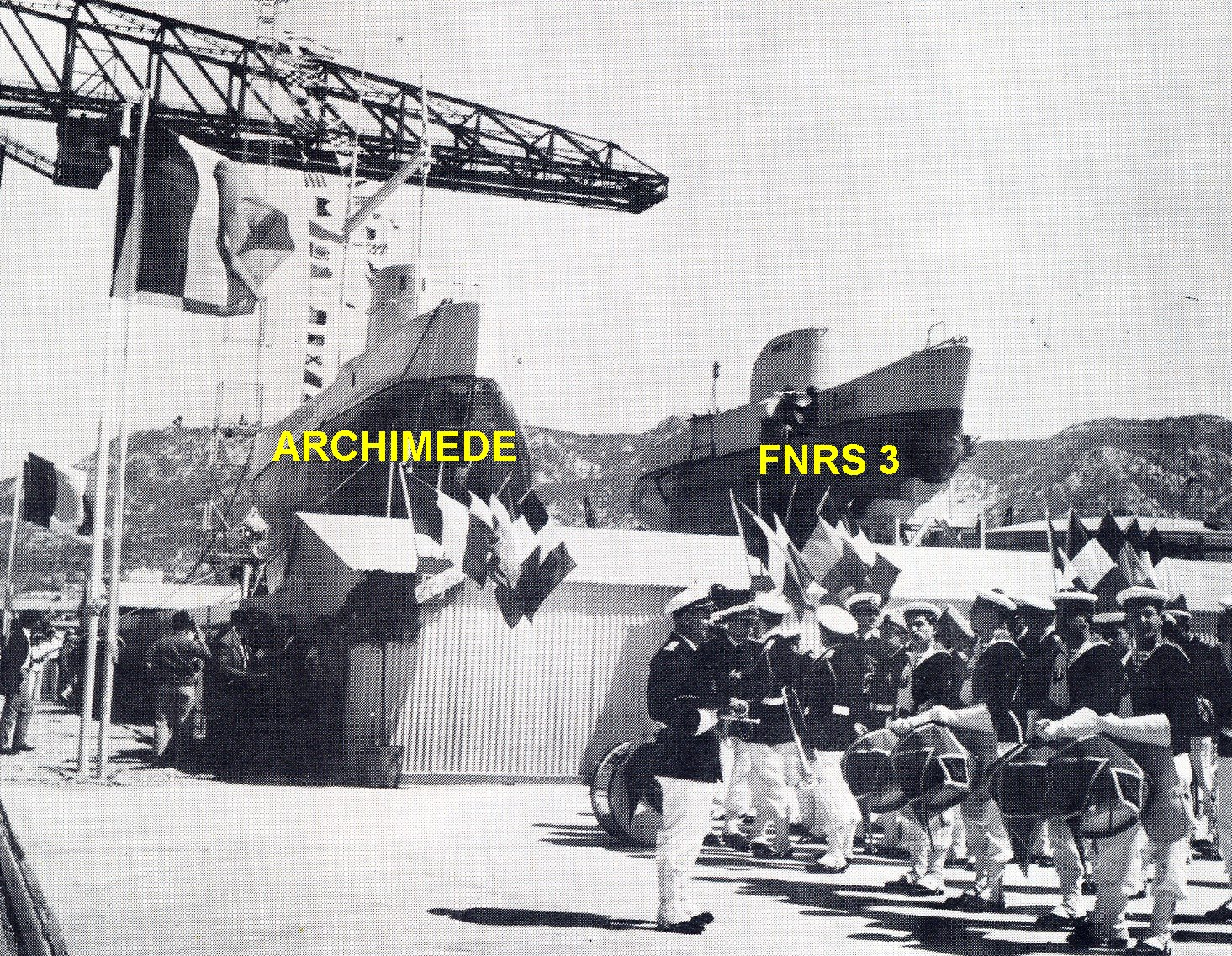
Die Archimède bei der Taufe neben ihrer Vorgängerin FNRS-3
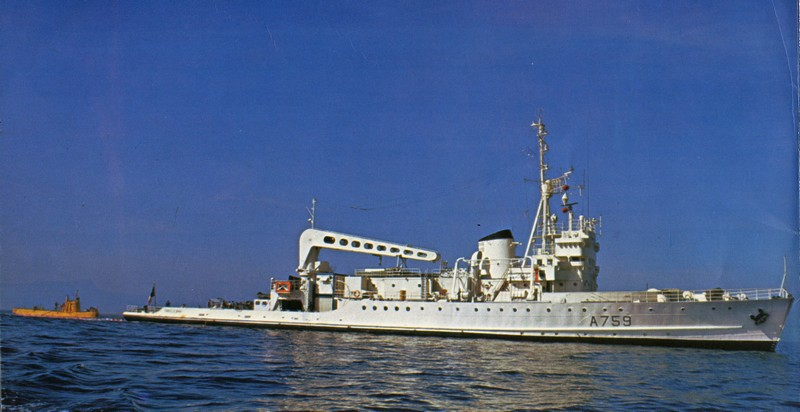
Die Archimède hinter dem Trägerschiff Marcel Le Bihan
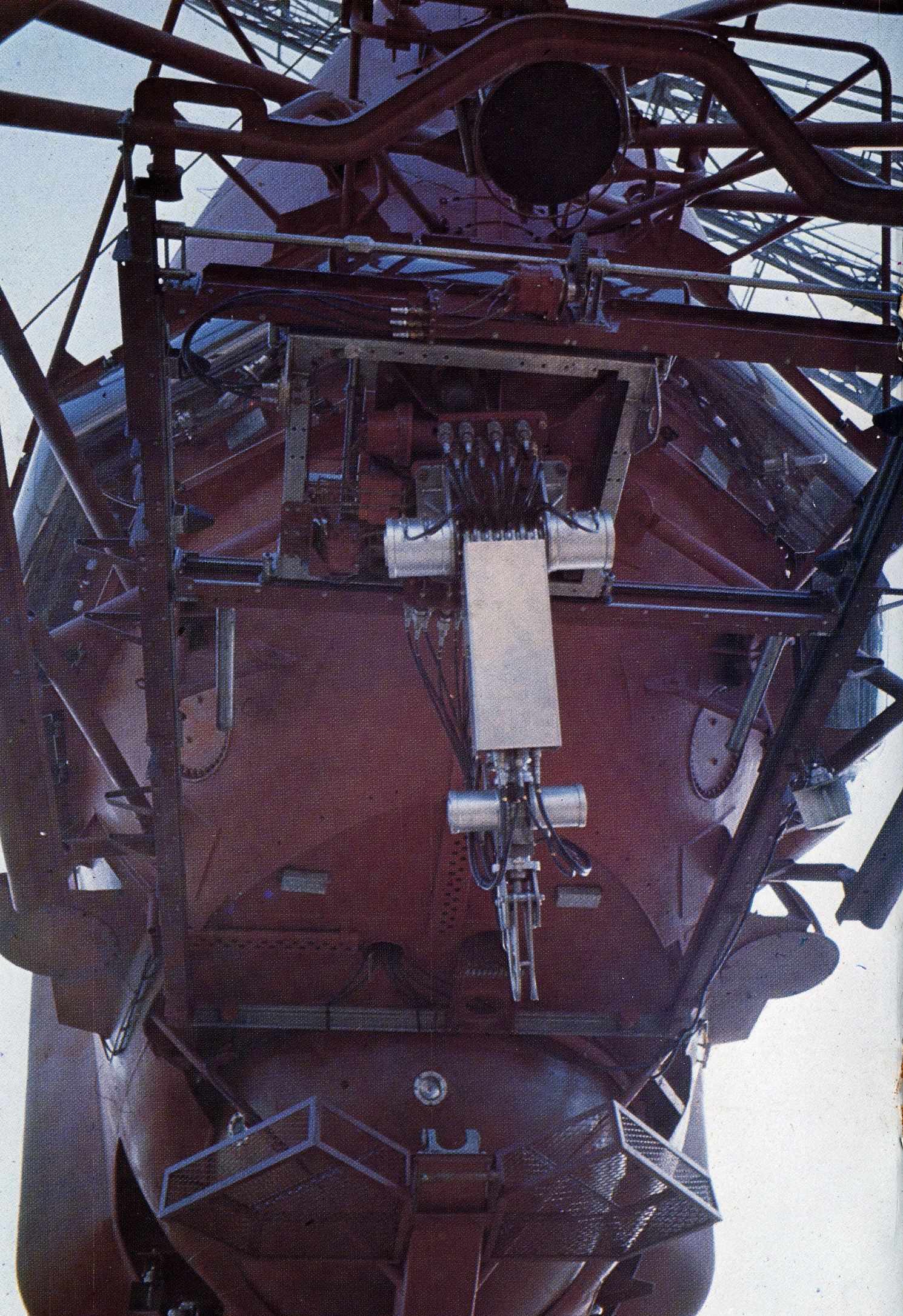
Bugansicht des Rumpfes, unten der Druckkörper
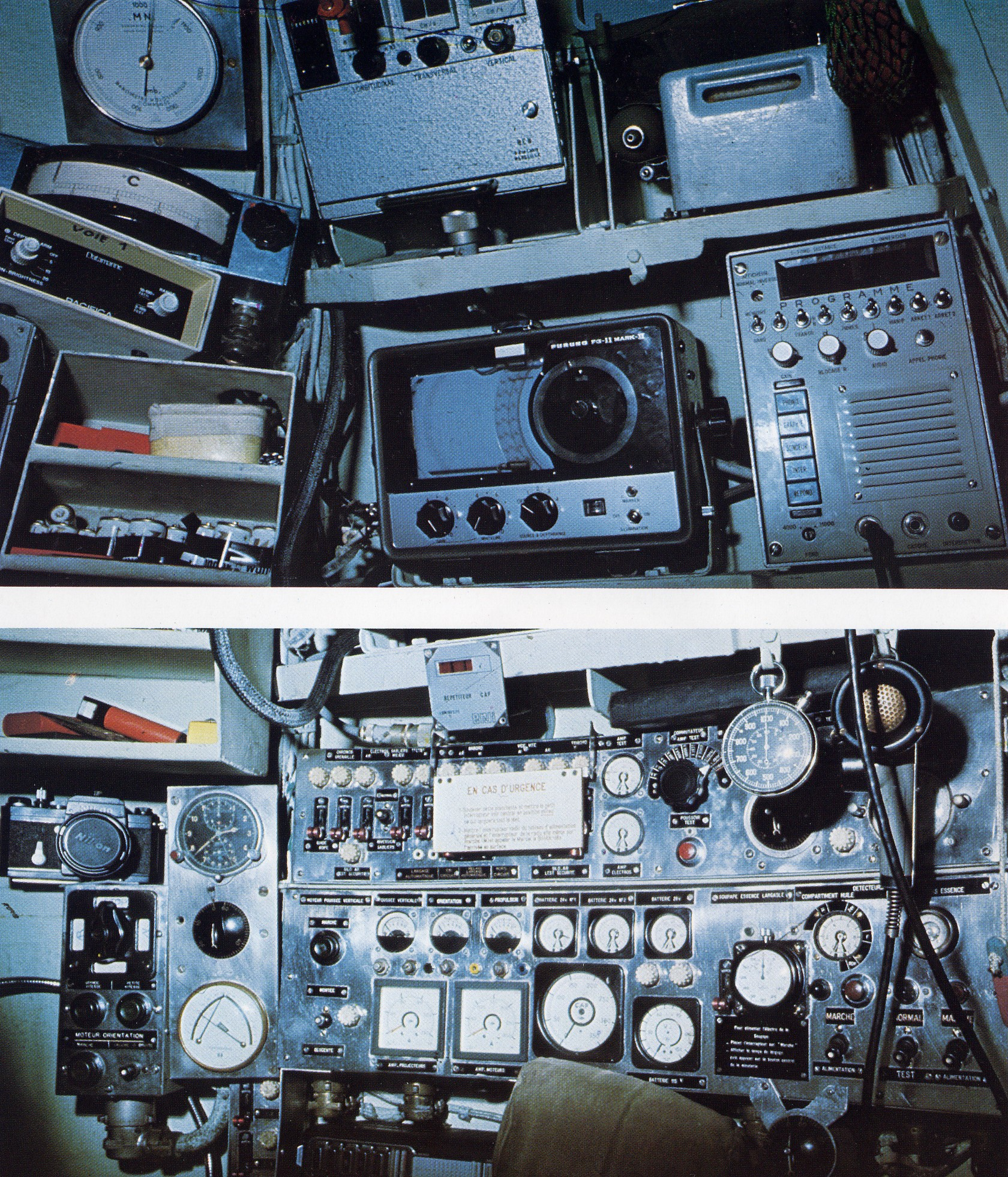
Instrumente zur Steuerung
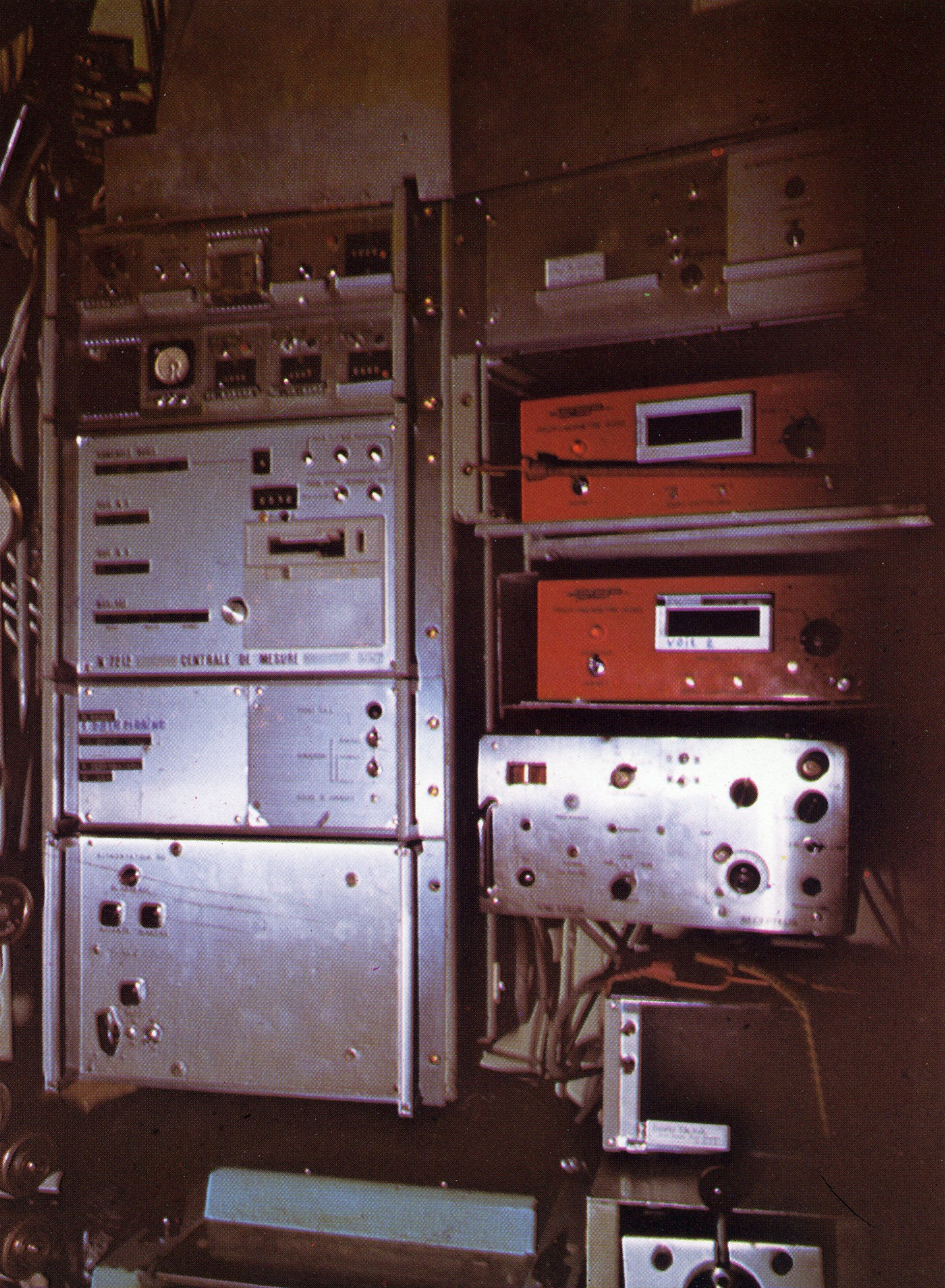
Wissenschaftliche Instrumente
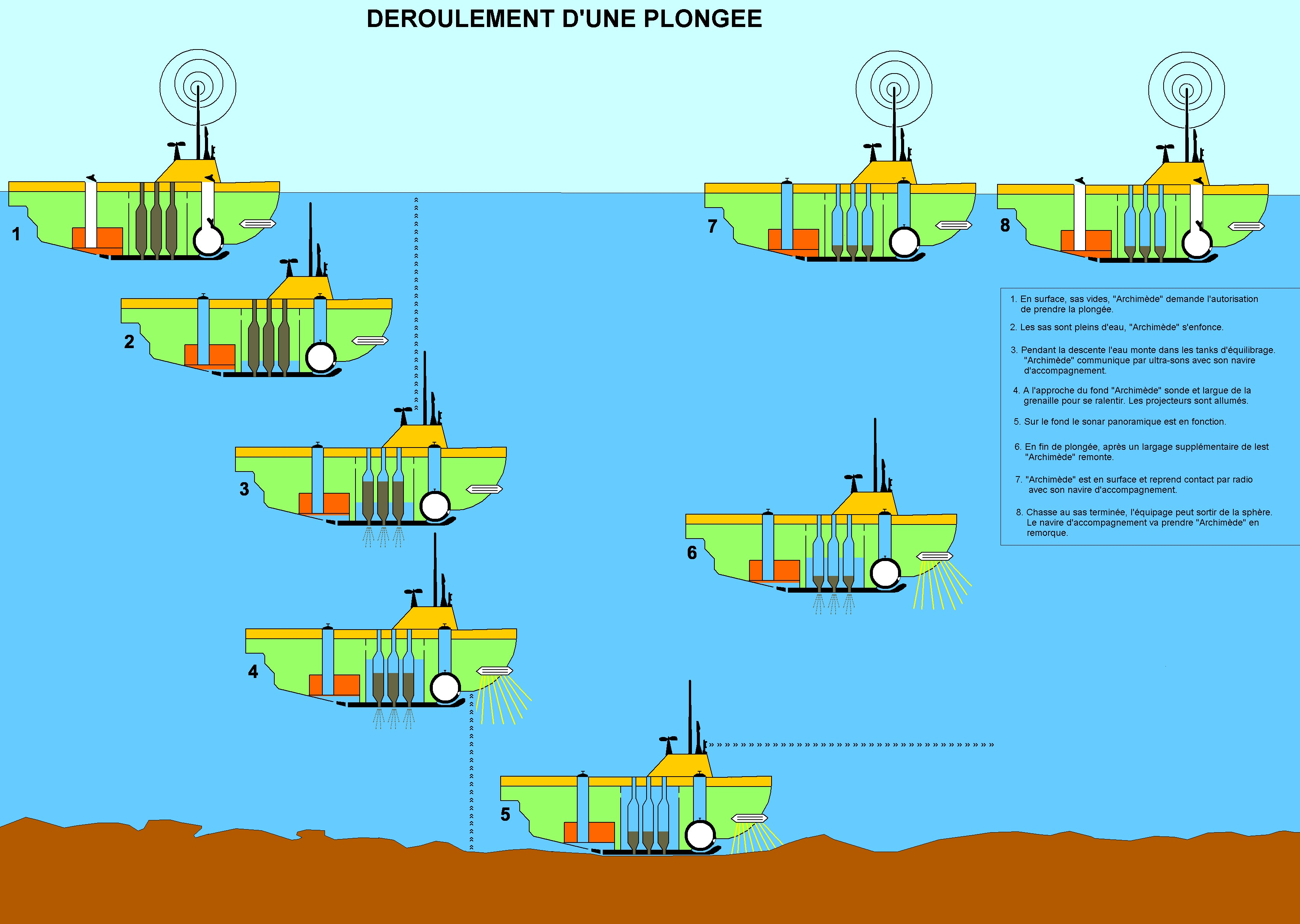
Schematische Darstellung eines Tauchganges
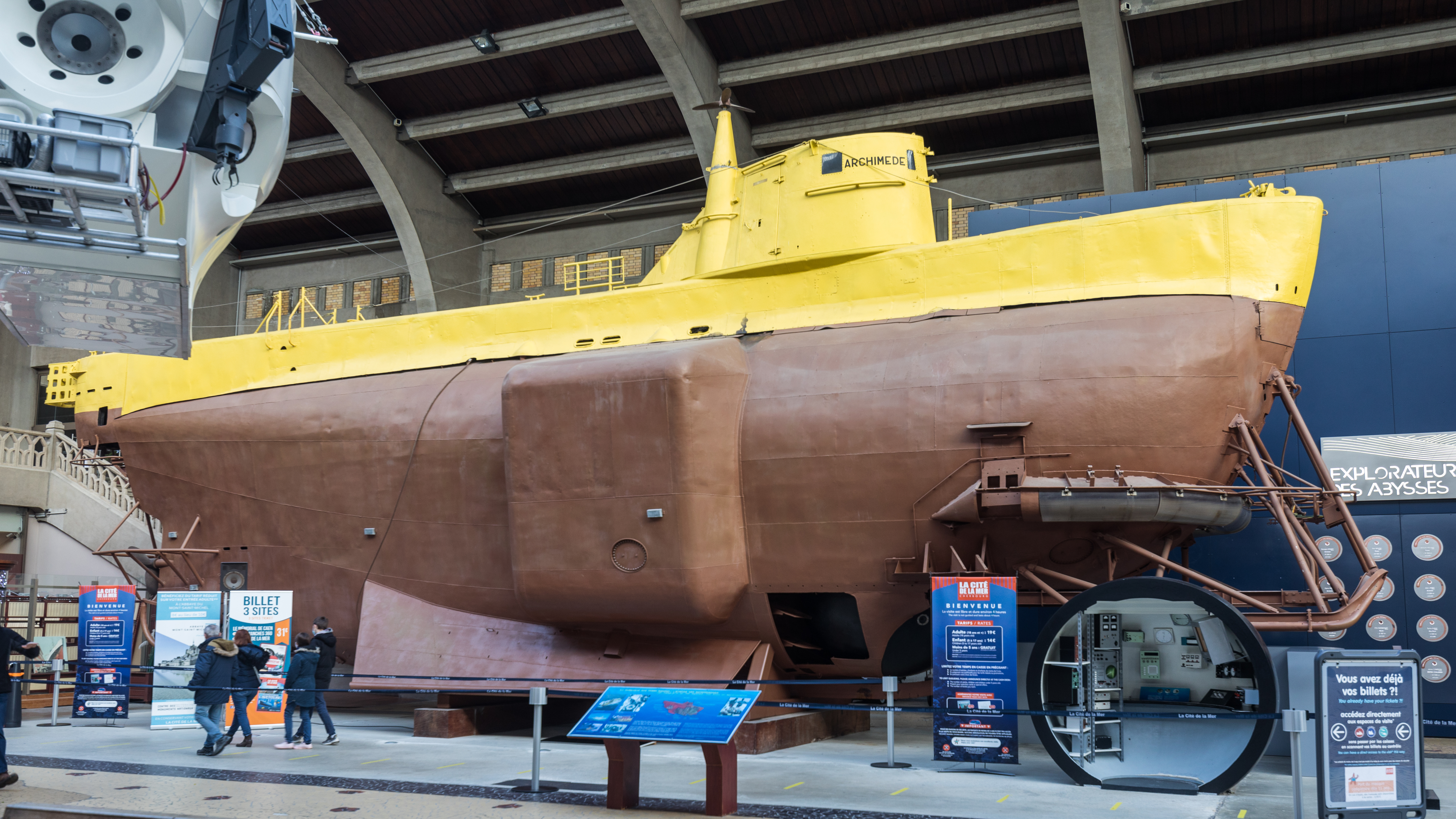
Ausstellung in Cherbourg